# Elxleben (Turíngia)
Elxleben é um município da Alemanha localizado no distrito de Sömmerda, estado da Turíngia.
Elxleben é a Erfüllende Gemeinde (português: municipalidade representante ou executante) do município de Witterda.